# Cyclothone acclinidens
Espèce
Cyclothone acclinidens est une espèce de poissons appartenant à la famille des Gonostomatidae.